# Karsa Jaya
Karsa Jaya is een bestuurslaag in het regentschap Ogan Komering Ulu van de provincie Zuid-Sumatra, Indonesië. Karsa Jaya telt 1700 inwoners (volkstelling 2010).